# Balgarski Demokratitschen Zentar
Balgarski Demokratitschen Zentar (bulgarisch Български демократичен център, bis März 2015 LIDER/ЛИДЕР)  ist eine bulgarische liberale Partei um den Großunternehmer und Energieinvestor Christo Kowatschki. Sie wurde 2007 mit dem Vorsitzenden Kantscho Filipow unter anderem von Kowatschki gegründet.
Die Partei LIDER hat nur wenige Sponsoren, die jedoch größere Beträge gespendet haben: 24 Unternehmen, hauptsächlich aus dem Energiesektor. Unter den Geldgebern befinden sich auch mehrere Firmen von Christo Kowatschki.
Bei den Europawahlen am 7. Juni 2009 gewann sie überraschend in Koalition mit der Partei Nowoto Wreme 5,70 % der Stimmen und verfehlte somit knapp den Einzug ins Europaparlament. Dabei wurde der Partei und vor allem Kowatschki von einigen Beobachtern vorgeworfen, vielerorts Druck auf seine Angestellten ausgeübt zu haben die Partei LIDER zu wählen. So haben drei von vier Wählern in Pernik und Bobow Dol, wo Kowatschki Heizkraftwerke und Kohlenminen betreibt, für LIDER gestimmt. Kowatschki bestreitet indes, Arbeiter mit der Entlassung bedroht oder dem Versprechen von Arbeitsplätzen geködert habe: „Ich habe meine Leute nur gebeten, für unsere Partei zu stimmen“, sagt er.
Zu den Parlamentswahlen 2009 am 5. Juli 2009 trat sie erneut in der Koalition LIDER-Nowoto Wreme an. Dabei wird sie von der Parteiführung der Demokratischen Partei unterstützt, jedoch nicht von ihrer Basis. Sie konnte jedoch die Wähler nicht überzeugen, gewann knapp über 3 % der Stimmen und verfehlte den Einzug ins Parlament.
Am 18. November 2009 behauptete der bulgarische Innenminister und Vorsitzender der Partei GERB Zwetan Zwetanow, das die Partei LIDER ein gemeinsames Projekt der bulgarischen Sozialistischen Partei und der Bewegung für Rechte und Freiheiten (DPS) war.
Im März 2015 nannte sich die Partei in Balgarski Demokratitschen Zentar um.